# Калищка стела
Стелата от Калище е антропоморфна стела, открита в местността Хайдушки лак край пернишкото село Калище, община Земен, България, по време на строителни работи през 1963 година. Спецификата на паметника и липсата на описание за археологически контекст на откритието са причина за спорното му местоположение в научната литература. Откритието на паметника е недобре документирано – неизвестен е културният контекст, в който той е открит, и дори да е имало такъв, той е бил унищожен. Стелата се съхранява в Регионален исторически музей град Перник.

## Описание и особености
Стелата представлява каменна плоча разширена в горната си част и стеснена в долната си част. Горе, където е била оформена главата на човешката фигура, камъкът е отчупен. В долната ѝ част, стелата е грубо оформена, защото този участък е бил заровен в земята и не се е виждал. В средата на лицевата страна на стелата е моделирана шията на човешката фигура, от която все още личат две вдлъбнатини, за които се предполага, че маркират огърлица. Горните странични страни на камъка са отнети, за да оформят рамене – способ на обработка познат и от други сходни паметници датирани в Бронзовата епоха.
Долният ѝ край е заострен и с постепенно наддаване достига до разширени рамене, силно стеснени и преминаващи към врата опасан с огърлица. От раменете се спускат свити в лакътя ръце с опънати длани и разперени пръсти. От дясното рамо тесен кордон минава между дланите и достига до кръста, носещ къс меч с пластична художествена ръкохватка и завършващ с пискюл. Под пояса се подават двата края с ресни на долния пояс. Под пояса е изобразена каменна брадва, а под нея две стъпала, обърнати с пръстите надолу. Между тях е изписано малко квадратче.

## Откритие и научни публикации
Археологическата находка за пръв път е публикувана от З.Радонов през 1963 година в списание „Археология“. Радонов интерпретира стелата като паметник свързан със славянския етнос и я датира в ранното средновековие.
През 1972 година българската археоложка Горанка Точева, използвайки някои сходства на паметника – слабата прилика на изобразения върху стелата кинжал с мечове тип „акинак“, го интерпретира като надгробен антропоморфен паметник-маркер на тракийското племе серди, според нея стилово и културно близък с трако-скитските и скито-сарматските стели открити на териториите на днешна Румъния и Североизточното Черноморие, датирани в VI – V век пр. Хр.
Според Тончева стелата е своеобразен надгробен паметник, който е изобразявал покоен тракийски вожд и жрец, стоял близо до надгробната му могила или непосредствено върху нея.

## Датиране
Тончева датира паметника от VIII век пр. Хр. Поради липса на археологически контекст и отсъствието на достатъчно близки паралели на стелата, интерпретирането на функцията и културната принадлежност на паметника са дискусионни.

## Интерпретации
Според д-р Филип Михайлов опитите да се търсят аналогии и паралели с разкритите в българските земи менхири, както и с подобни паметници на североизток в Румъния и Украйна съответства на популярни теории за археологическата наука през 1960-те и 1970-те години и времето на Студената война. Михайлов изказва мнението че разкритите сходни паметници в последните години в един по-широк ареал от Западна Европа до Анатолия, свързването на подобен тип антропоморфни стели с т.нар. менхири трябва да се разглежда като инерция на научната мисъл сред българските археолози.
Според д-р Михайлов типът кинжал изобразен върху стелата е с микенски произход и е един от най-разпространените типове в Средиземноморския басейн в края на Бронзовата епоха. Михайлов подчертава, че подобен тип кинжали са открити в много от гробни комплекси от този ареал в същата епоха. Тези погребения са тълкувани от някои учени като „военновременни гробове“, които са свързани с големите размествания на човешки маси по Средиземноморието и експанзията на т.нар. морски народи.
В този период (XIII – XII век пр. Хр.) е датиран разкритият от Першон Гроб № 2 при цитаделата Мидея (Дендра, п-ов Пелопонес, Гърция) и разкритите в него две антропоморфни стели.
. Отдавна се коментира, че „остава трудно да се обясни, защо оръжия от близкоизточен средизимноморски тип се появяват на толкова много места, също и на Балканите и далеч от тук, до Стоунхендж“.
Проф. Димитрина Митова-Джонова интерпретира артефакта като принадлежащ към далечната северозападно-черноморска антропоморфна пластика, включена в Източния азиатски дял на Югозападна Евразия. Кордонът, падащ върху късия нож, падащ върху широкия пояс с декорация и подаващите се под него два края с ресни на пояса и огърлица на врата маркират принадлежността на представената личност във висша йерархия, а представената под пояса къса брадва и четириъгълник, може би представляват отвор на шахта, фланкиран от две стъпала на един индивид дават основание на проф. Митова-Джонова да свърже артефакта с рударството и металодобива и да го отъждестви с фигурата на редемптора (организатор на металургичната група и еквивалент на жреца-воин от храмовата формация при протосардинската нурагическа култура). Обърнатите надолу стъпала според проф. Джонова вероятно маркират странстващият характер на рударството.
Доц. Любомир Цонев изтъква в последните си изследвания върху мегалитната култура на Балканите, че т.нар. „стели“ (вкл. и тази от Калище) имат голяма прилика с антропоморфните менхири от Западното Средиземноморие и датирането им в Бронзова епоха, според него дава достатъчно основание тези паметници да бъдат квалифицирани именно като антропоморфни менхири.

## Свързани археологически находки
Една типология на находките от този вид е изградена чрез проследяването на тяхната еволюция от статуи-менхири към надгробни паметници.
В своя студия румънският археолог Емил Кондурахи прави опит да тълкува подобни находки, отчитайки известното от древна Гърция, връщайки се към техния далеч по-ранен произход, като приема курганната хипотеза. Така те са представени като пандан на гръцките 'колоси', започнал своето развитие още в средата на III хил. пр. Хр. и проследим, на юг и във времето, до находки от Мидеа и Ачана. Самата проблематика свързана с гръцкото понятие ('kolossos') остава дискусионна.
През 1966 година източно от село Езерово (Област Варна) са открити три антропоморфни стели, в непосредствена близост до Варненското езеро. Трите скулптури са открити на разстояния 2.5 и 2 m една от друга, на дълбочина 2 m в земята, наклонени спрямо повърхността. Под стелите са разкрити човешки кости, примесени с керамични фрагменти.
Друга находка от същия тип е разкрита край село Плачидол, (Община Добрич), по време на археологически разкопки на Могилен некропол от българските археолози И.Панайотов и В.Дергачов през 1979 – 1980 година. В Могила I са открити три необработени каменни плочи, като една от находките представлява антропоморфна стела с оформени глава и рамене висока 1.53 m. 
Между 1986 и 2001 година по време на археологически разкопки, проведени с кратки прекъсвания в няколко сезона през годините на хълма Свети Илия под село Скала Сотирос на остров Тасос, (Гърция) са разкрити основи на сграда, в чийто западни и южни стени вторично са вградени няколко атропоморфни стели. Според изследователите стелите индикират наличието по-ранен градеж на мястото, който вероятно датира от края на Каменно-медната епоха или началото на Бронзовата епоха. Въпросът за произхода на стелите обаче остава отворен. Археолозите предполагат, че стелите са били издигнати първоначално на площта заемана от по-късната сграда и са маркирали обект, който е имал функцията на некропол. Понастоящем всички парчета от стелите са изложени в Археологическия музей на остров Тасос, в секция Праистория.
Една от последно откритите антропоморфни стели е от района на Горен Вардар. Тя е открита през 1997 година по време на разкопки край село Уланци, Градско (Република Македония). Стелата е с гравирана мъжка фигура, облечена във военна униформа (според интерпретацията на откривателя ѝ). Каменната плоча е била преизползвана за градежа на цистов гроб, датиран от късната Бронзова епоха. Според Д.Митревски върху стелата е изобразена тип риза, позната от микенското изкуство.
Антропоморфни каменни стели са открити по време на археологически проучвания и на територията на Южна Франция – Филитоза и Каурика на остров Корсика; Понте Векио – Северна Италия и Източен Кримски полуостров – Кривой рог.